# Галерея Серпентайн

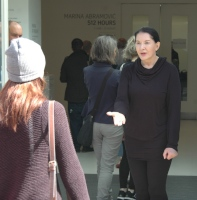
Марина Абрамович на проекті «512 Hours» (2014).

«Серпентайн» (англ. Serpentine Gallery) — художня галерея, розташована на території Кенсінгтонських садів, Гайд-парк, центральний Лондон. Основний напрям діяльності — мистецтво ХХ століття і сучасне мистецтво. Виставки, архітектура, освітні та суспільно-культурні програми притягають близько 750 000 відвідувачів у рік. Вхід у галерею безкоштовний.

## Історія Галереї Серпентайн
Галерея заснована в 1970 році й розташована в класичному чайному павільйоні 1934 роки. Свою назву галерея дістала від розташованого неподалік озера Серпентайн.
У галереї експонувалися такі відомі автори, як Ман Рей, Генрі Мур, Енді Уорхол, Паула Рего, Бріджет Райлі, Алан МакКоллум, Демієн Герст і Джеф Кунс.
На майданчику перед входом у постійній експозиції знаходиться спільна робота Яна Гамільтона Фінлея і Пітера Коутса, присвячена Діані, принцесі Уельській, колишній покровительці галереї.
У 2006 році Галерея Серпентайн представила масштабну виставку сучасного Китайського мистецтва. Виставка під назвою «Китайська електростанція: Частина перша» розмістилася у списаній вугільній електростанції на півдні Лондона, що дозволило публіці заглянути всередину відомої пам'ятки.
У перші роки після відкриття галерея працювала тільки в літній період. У 1991 році директором галереї було призначено Джулію Пейтон-Джонс, і під її керівництвом галерея була значно оновлена. У 2006 році куратор Ханс-Ульріх Обрист був призначений на посаду співдиректора по виставках і програмах, і директором по міжнародних проектах.

## Павільйони
Галерея Серпентайн щорічно притягає архітекторів зі світовим ім'ям для проектування тимчасових павільйонів на своїй території. Павільйони є унікальними зразками сучасної архітектури. Усередині цих споруд проходять спеціальні кінопокази, обговорення, а також розташовується кафе. Замовлення на проектування павільйону часто розглядають як різновид премії для архітектора.
З 2000 року в галереї Серпентайн були розміщені тимчасові павільйони багатьох ведучих архітекторів:
- 2000 — Заха Хадід[5]
- 2001 — Даніель Лібескінд із Сесіл Балмонд[6]
- 2002 — Тойоо Іто із Сесіл Балмонд[7]
- 2003 — Оскар Німеєр[8]
- 2005 — Алвару Сіза та Едуарду Соуту де Моура із Сесіл Балмонд[9]
- 2006 — Рем Колхас з Сесіл Балмонд та Arup [10]
- 2007 — до павільйону «Lilias»:Заха Хадід[11]
- 2007 — Олафур Еліассон та Кьєтіл Торсен[12]
- 2008 — Френк Гері[13]
- 2009 — SANAA[14]
- 2010 — Жан Нувель[15]
- 2011 — Петер Цумтор[4]
- 2012 — Ай Вейвей і архітектурне бюро «Herzog & de Meuron Architekten»[16]
- 2013 — Соу Фудзімото[17]
- 2014 — Смільян Радич[18]
- 2015 — SelgasCano[19]
- 2016 — Бьярке Інгельс[20]

Через налогові претензії Ай Вейвей не міг полишити Китай, тому роботи по будівництву свого павільйону він координував по «Скайпу».

Фотогалерея тимчасових павільйонів
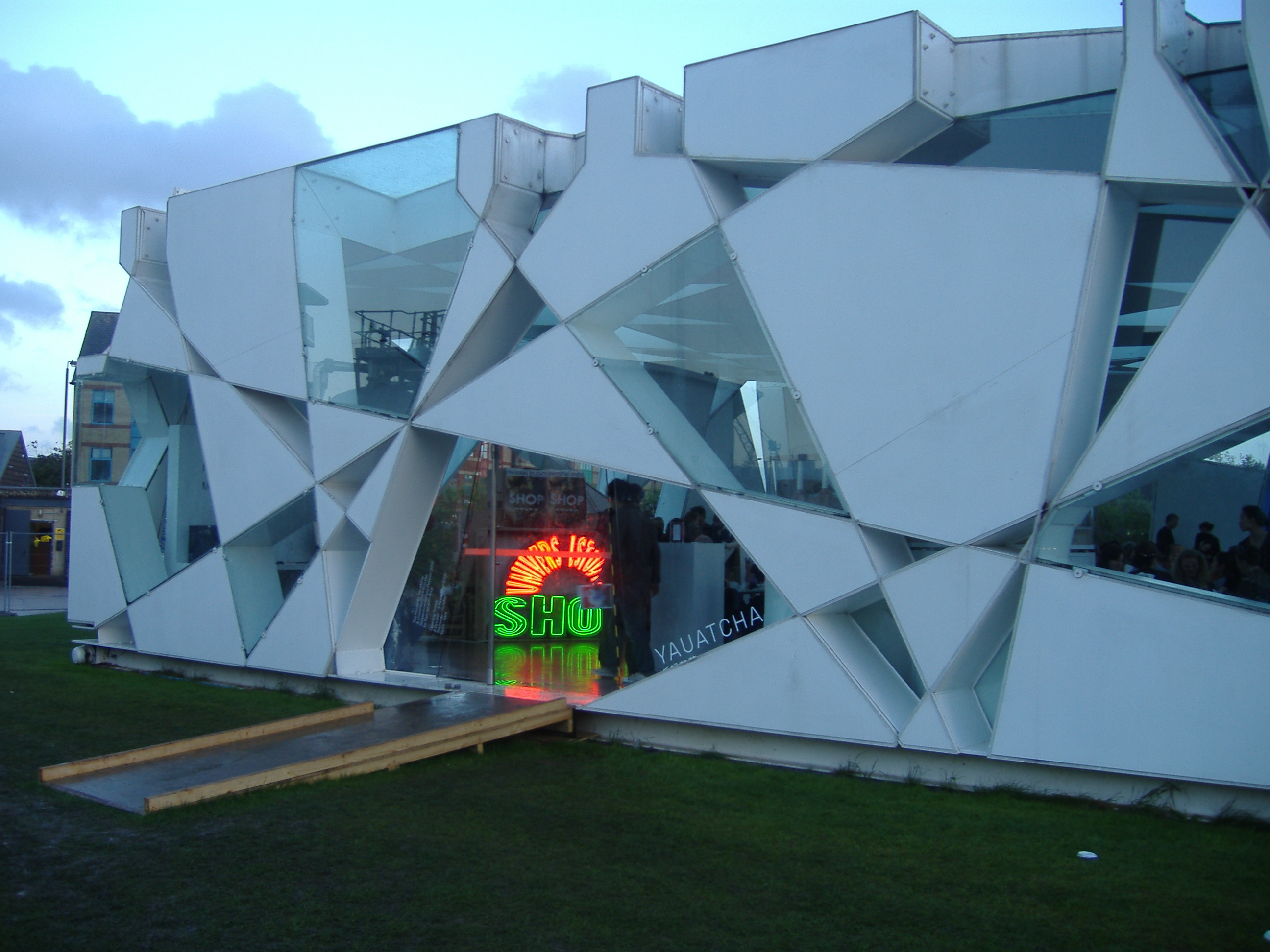
Тойоо Іто із Сесіл Балмонд. 2002
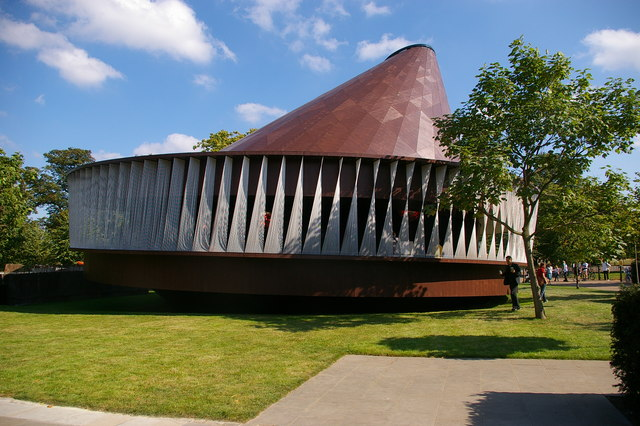
Олафур Еліассон та Кьєтіл Торсен. 2007.
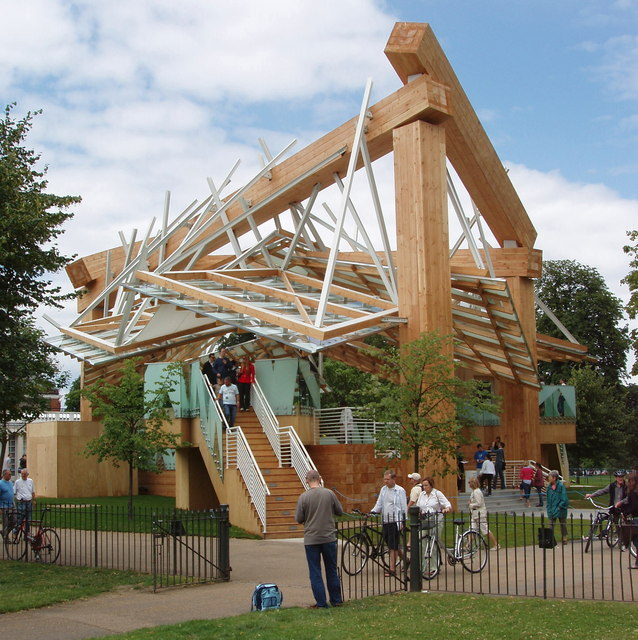
Френк Гері. 2008
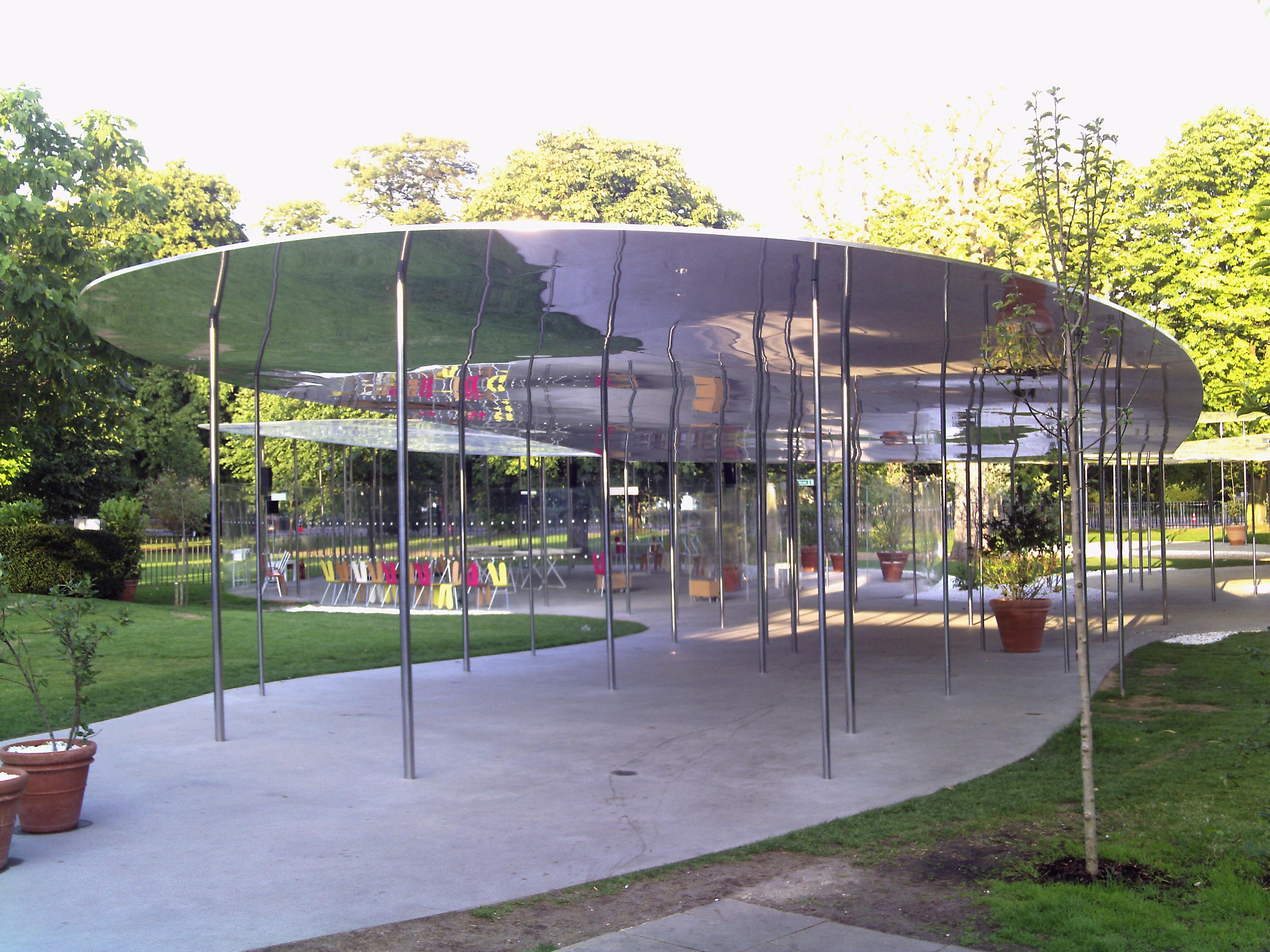
SANAA. 2009
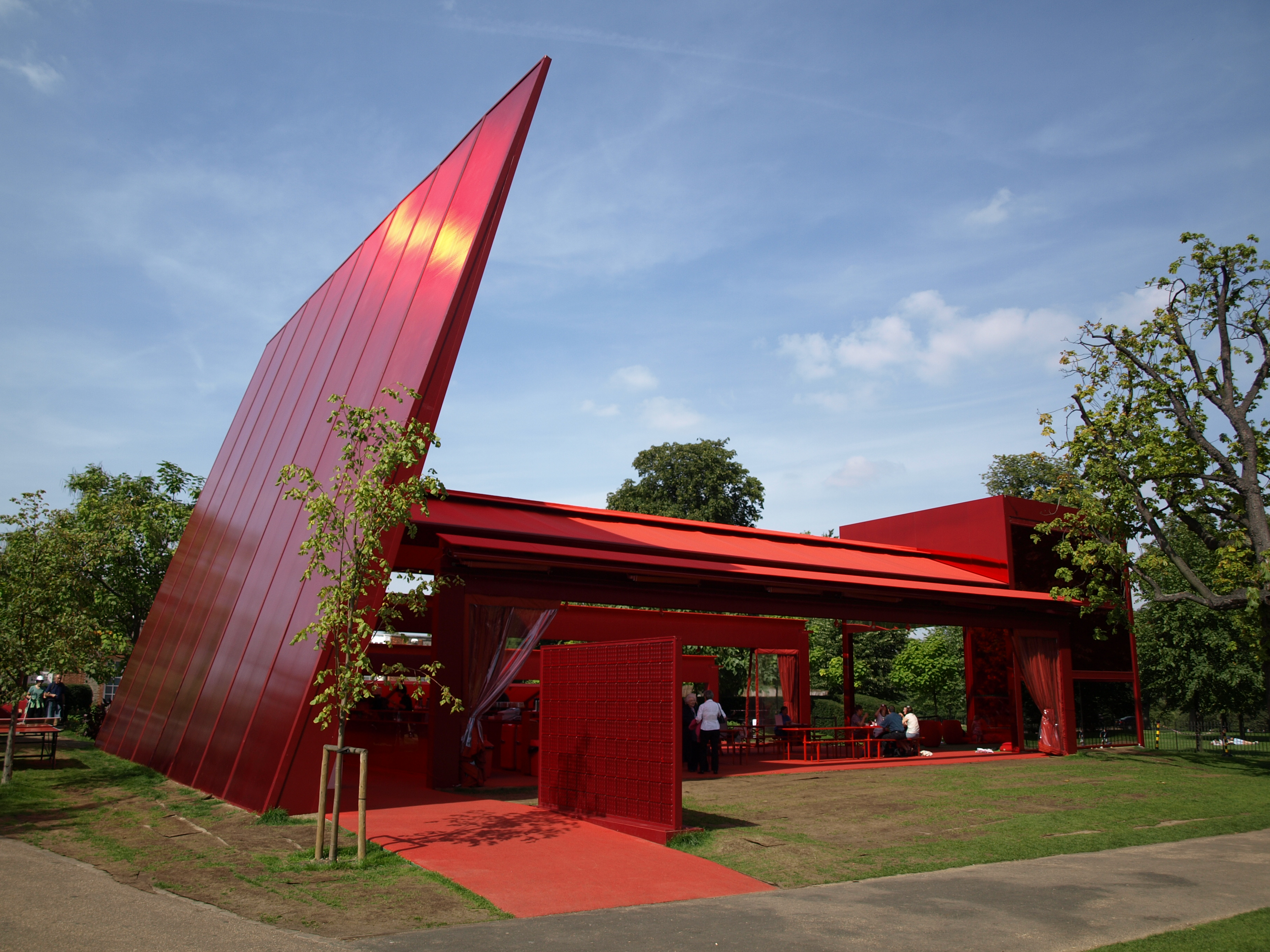
Жан Нувель. 2010
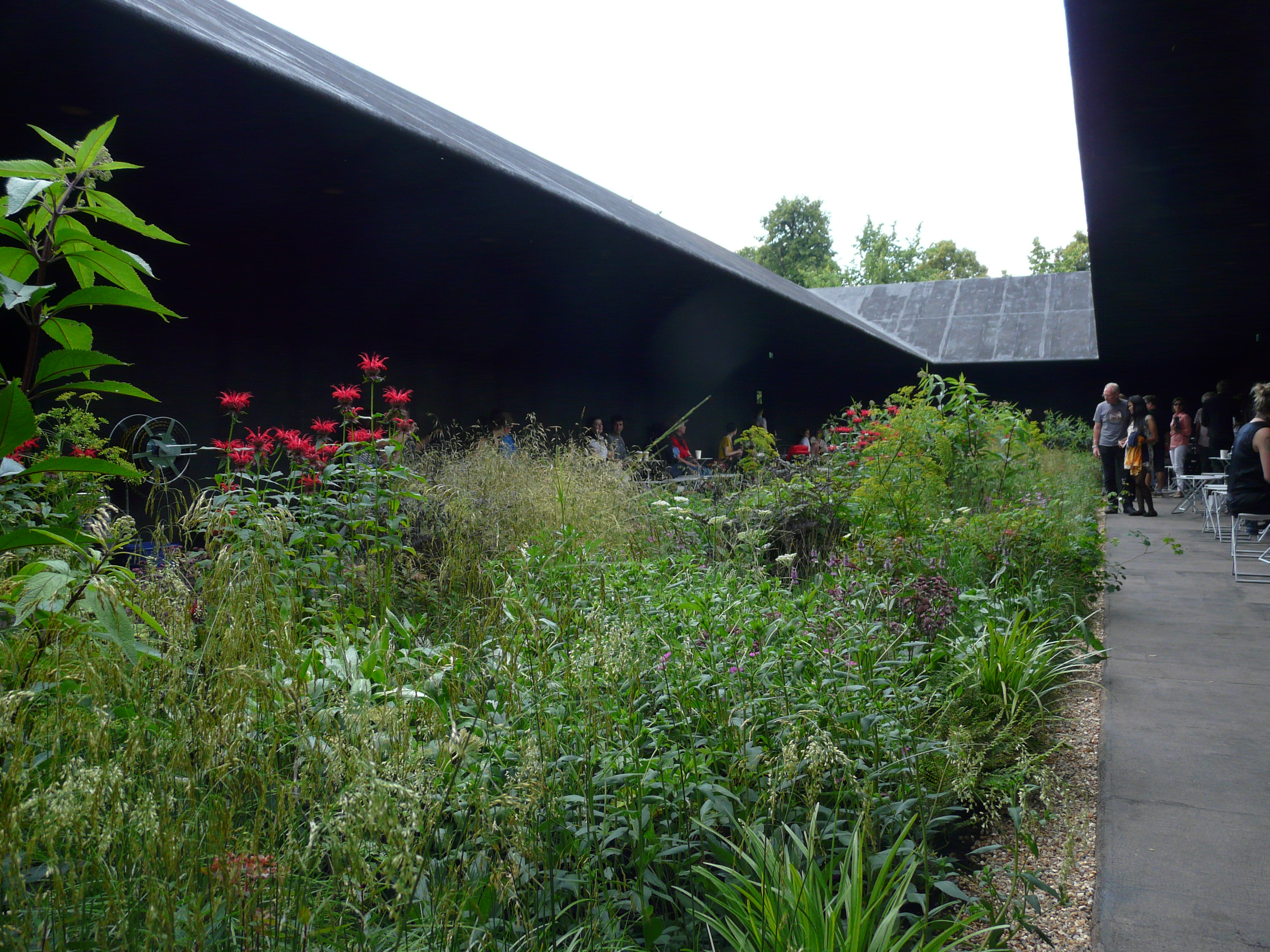
Петер Цумтор. 2011
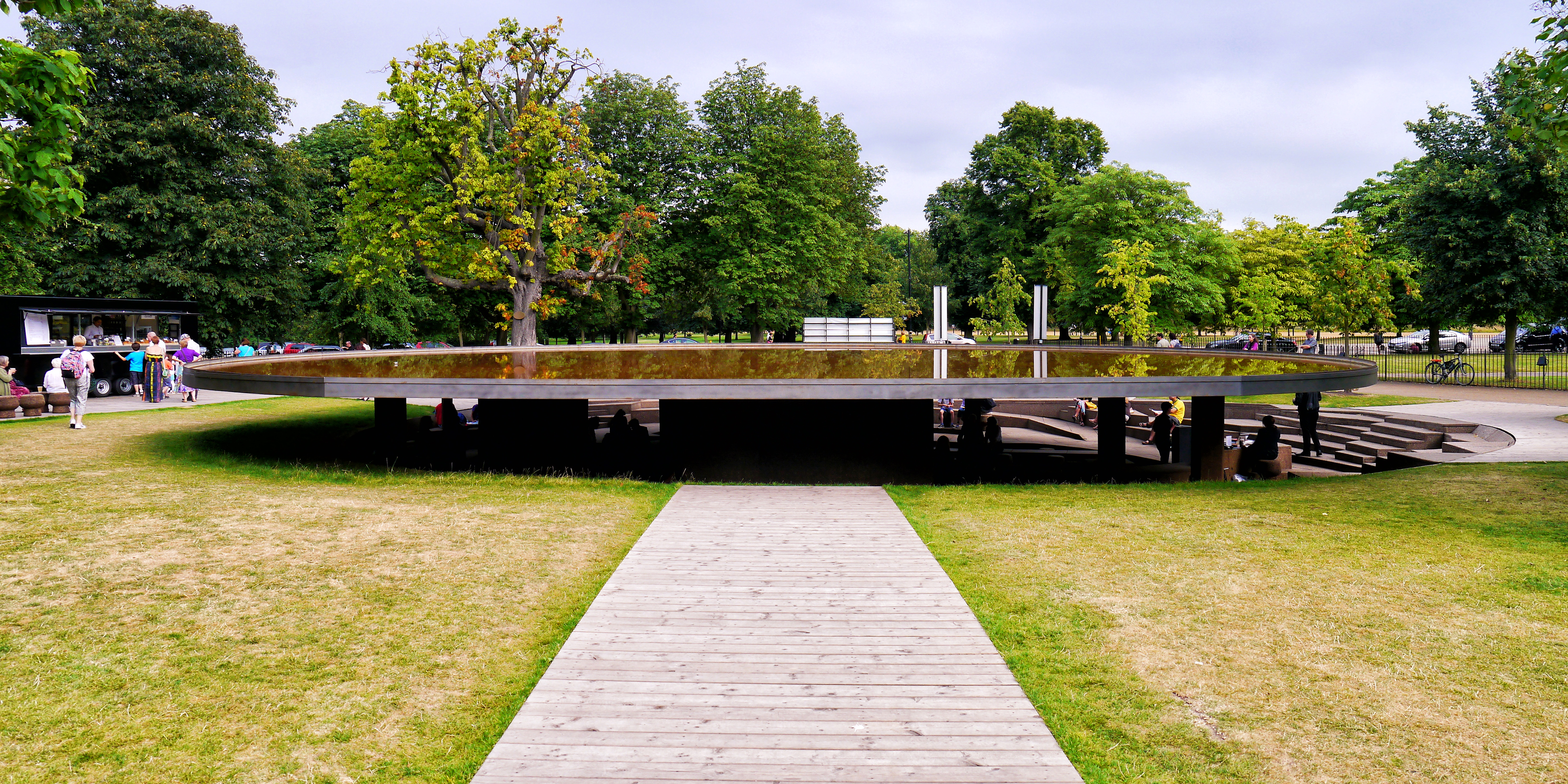
Ай Вейвей і «Herzog & de Meuron Architekten». 2012.
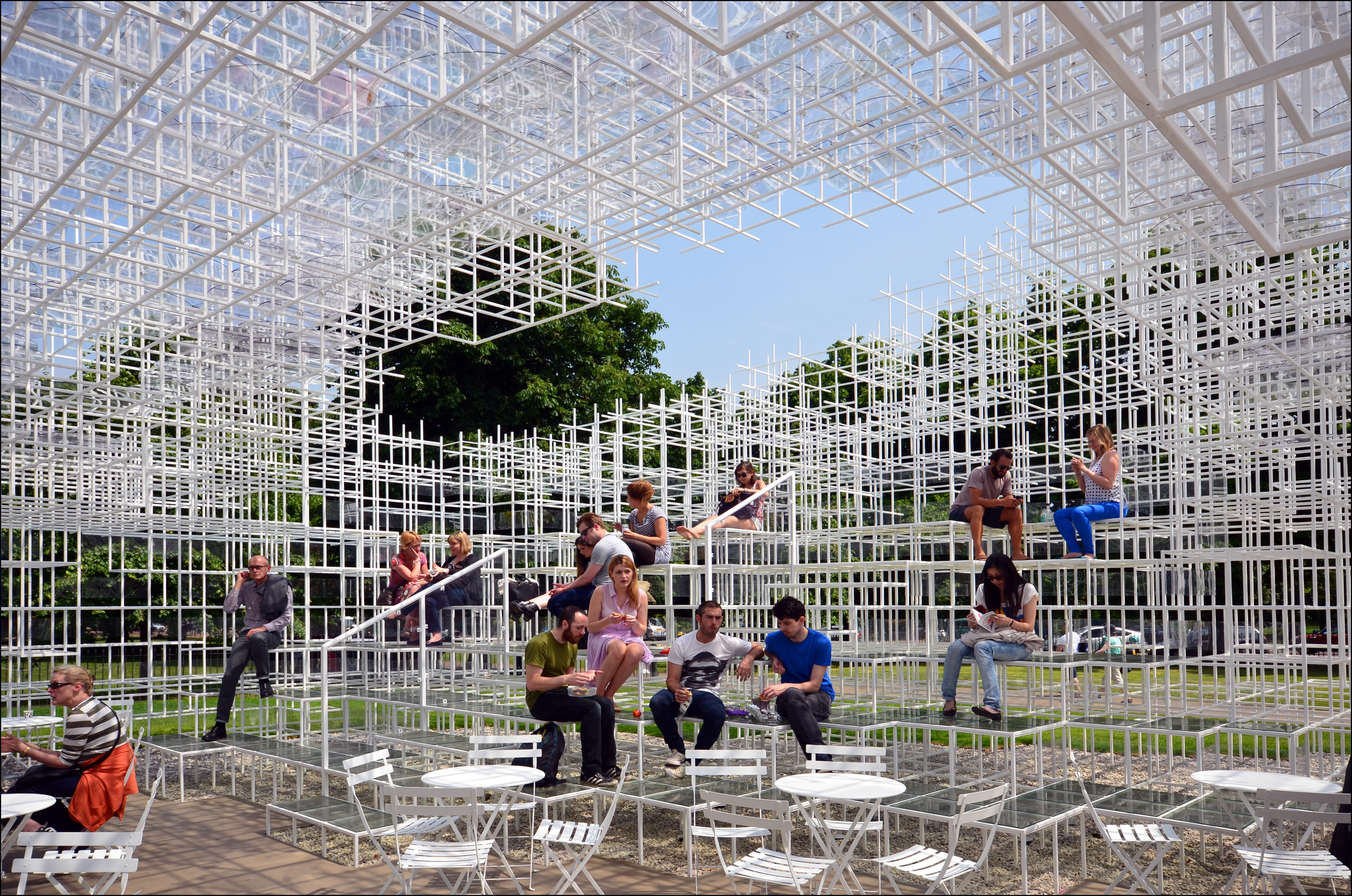
Соу Фудзімото. 2013
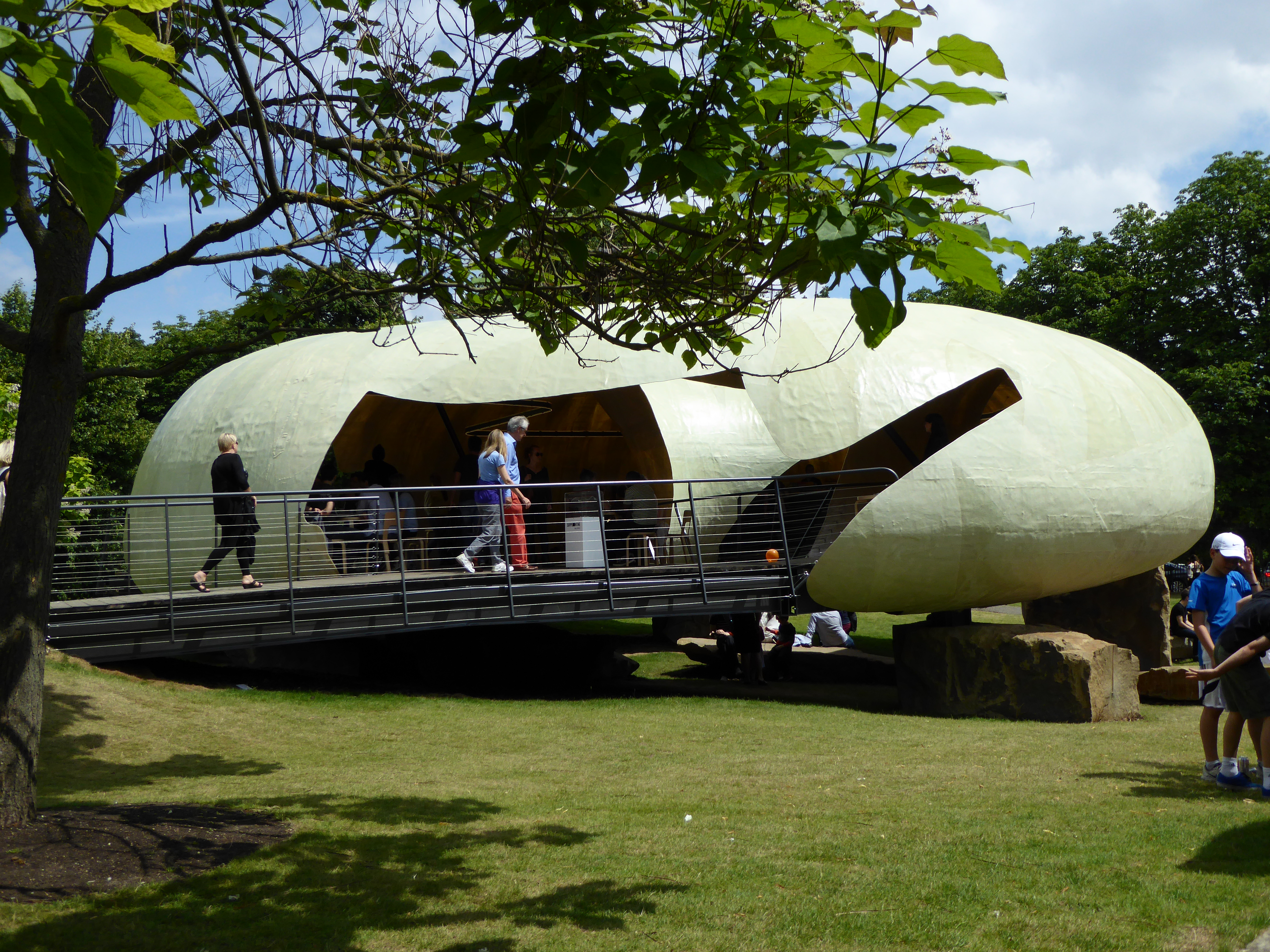
Смільян Радич. 2014

## Ресурси Інтернету
- Офіційний сайт Галереї Серпентайн [Архівовано 24 вересня 2013 у Wayback Machine.]
- Пряме посилання на сторінку зі всіма тимчасовими павільйонами галереї Серпентайн [Архівовано 28 вересня 2013 у Wayback Machine.]
- Serpentine Gallery Artabase page [Архівовано 18 лютого 2010 у Wayback Machine.]